# شام آخر (فیلم ۱۹۹۴)
«شام آخر» (انگلیسی: The Last Supper (1994 film)) یک فیلم است.